# Jared Diamond
Pour les articles homonymes, voir Diamond.
Jared Diamond, né le 10 septembre 1937 à Boston, est un géographe, biologiste évolutionniste, physiologiste, historien et géonomiste américain. Professeur de géographie à l’université de Californie à Los Angeles (UCLA), il est surtout connu pour ses ouvrages de vulgarisation scientifique : De l’inégalité parmi les sociétés (prix Pulitzer 1998) et Effondrement.

## Biographie

### Famille
Jared Diamond naît à Boston le 10 septembre 1937 au sein d'une famille de la bourgeoisie juive. Ses deux parents sont issus des familles juives qui ont émigré d’Europe de l'Est : son père, Louis Diamond, est médecin ; sa mère, Flora Kaplan, est enseignante, linguiste et pianiste-concertiste.
Il est marié à Marie Cohen, petite-fille de l'homme politique polonais Edward Werner (en). Ils ont ensemble deux garçons jumeaux, nés en 1987.

### Études
Diamond lui-même commence à étudier le piano à six ans (il fait sa demande en mariage à sa femme après avoir joué Intermezzo en la mineur de Brahms pour elle). Il fait ses études secondaires à la Roxbury Latin School (en) puis obtient un diplôme en anthropologie et en histoire à l'université Harvard en 1958. Il soutient une thèse de doctorat en physiologie sur la vésicule biliaire au Trinity College de Cambridge, en 1961.

### Carrière professionnelle et recherches

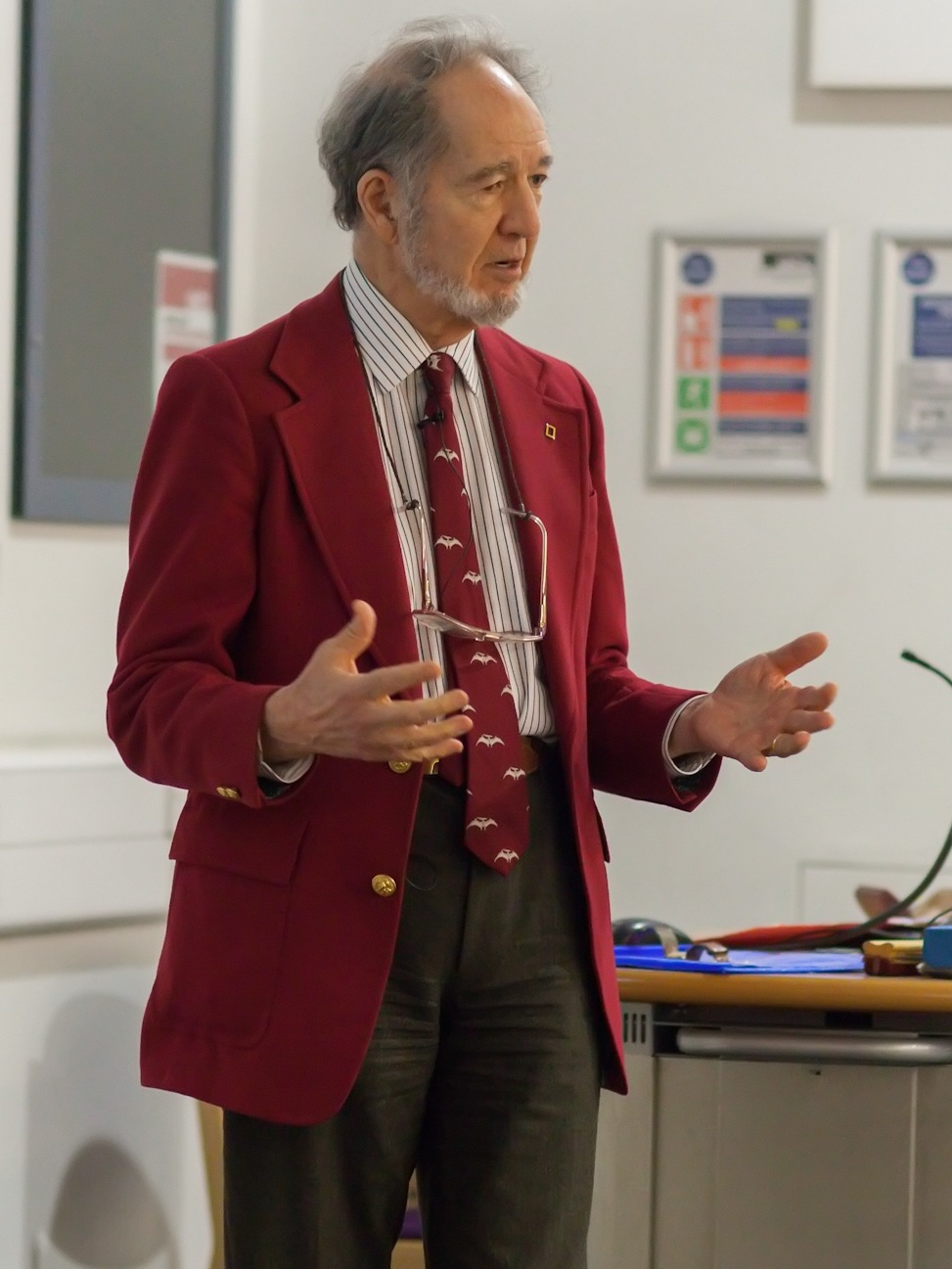
Jared Diamond à l'University College de Londres en 2013.

Jared Diamond est fellow à Harvard de 1961 à 1965. Il est nommé professeur de physiologie en 1968. A l'âge de vingt ans, il a développé une deuxième carrière parallèle en se spécialisant en ornithologie et en écologie, en Nouvelle-Guinée et dans les iles voisines. Plus tard, dans la cinquantaine, Diamond a entamé une troisième carrière en histoire de l'environnement et est devenu professeur de géographie à UCLA, poste qu’il occupe toujours en 2019. En 2019, il enseigne également à l'université Libera Università Internazionale degli Studi Sociali à Rome.

### Autres engagements
- Membre du comité de rédaction du magazine américain Skeptic.
- Membre de l'Académie américaine des arts et des sciences[7]
- Membre de l'Académie nationale des sciences[8]
- Membre du comité de direction du WWF pour les États-Unis[9].

## Activités éditoriales

### Le Troisième Chimpanzé
Le premier livre populaire de Diamond, Le Troisième Chimpanzé : Essai sur l’évolution et l’avenir de l’animal humain (1991), examine l'évolution humaine et son incidence pour le monde moderne, en intégrant des preuves issues de l'anthropologie, de la biologie de l'évolution, de la génétique, de l’écologie et de la linguistique. Le livre décrit comment les humains ont évolué pour être si différents des autres animaux, même s’ils partagent plus de 98 % de leur ADN avec le chimpanzé pygmée et le chimpanzé commun. Le livre examine également les origines animales du langage, des arts, de l’agriculture, du tabagisme et de la consommation de drogues, ainsi que d’autres attributs apparemment uniquement humains. Il a été bien accueilli par les critiques et a remporté le prix de la Royal Society pour un livre en science (en) en 1992.

### De l'inégalité parmi les sociétés
Dans son deuxième livre De l'inégalité parmi les sociétés (Guns, Germs, and Steel), prix Pulitzer 1998, il développe la thèse que la situation internationale actuelle est le résultat des processus entamés durant la période moderne, c'est-à-dire depuis 13 000 ans, faisant intervenir l'interaction de facteurs technologiques (développement des armes) et biologiques (réservoir de maladies endémiques et de résistance associées). Selon Diamond, ce sont les facteurs avant tout géographiques et biogéographiques, comme la répartition des espèces domesticables avantageuses ou la configuration de barrières naturelles, qui déterminent la vitesse et les limites du développement (technologie, forme sociale, quantité de population), et qui expliquent seules le fait que les sociétés actuellement dominantes sont issues de l'ouest de l'Eurasie. Il réfute notamment les explications racistes, ethnocentristes, ou socio-religieuses de la supériorité des sociétés occidentales, ainsi que l'idée d'une supériorité intellectuelle ou morale des Blancs.
La deuxième partie examine comment la production alimentaire locale basée sur ces produits domestiques a conduit au développement de populations humaines denses et stratifiées, à l’écriture, à l’organisation politique centralisée et aux maladies infectieuses épidémiques. La troisième partie compare le développement de la production alimentaire et des sociétés humaines entre différents continents et régions du monde.
Le livre est devenu un succès international tant par les ventes que par sa notoriété. Il a été traduit en 33 langues et a reçu plusieurs prix, dont un prix Pulitzer, le prix Aventis récompensant les livres scientifiques populaires pour leur qualité scientifique et le prix Phi Beta Kappa de 1997 en sciences. Une série documentaire télévisée basée sur ce livre est produite par la « National Geographic Society » en 2005,.

### Pourquoi l'amour est un plaisir
Dans son troisième livre, Pourquoi l'amour est un plaisir, également publié en 1997, Diamond traite des facteurs évolutifs sous-jacents à la sexualité humaine qui sont généralement tenus pour acquis, mais qui sont extrêmement inhabituels chez nos parents animaux. Ces relations incluent une relation de couple à long terme (mariage), la coexistence de paires coopérant économiquement sur un territoire commun, la prestation de soins parentaux aux pères et aux mères, les relations sexuelles en privé plutôt qu’en public, l’ovulation dissimulée, la réceptivité englobant la majeure partie du cycle menstruel (incluant les jours d’infertilité), la ménopause féminine, mais non masculine et des caractéristiques sexuelles secondaires distinctes.

### Effondrement
En 2005, l'ouvrage Effondrement : comment les sociétés décident de leur disparition ou de leur survie (Collapse: How Societies Choose to Fail or Succeed), soutient que pour certaines communautés humaines, telles que celles de l'île de Pâques, des Mayas ou des Vikings du Groenland, une des causes de leur disparition serait liée à leur impact sur leur environnement, tout en affirmant qu'il ne connaît « aucun cas dans lequel l'effondrement d'une société ne serait attribuable qu'aux seuls dommages écologiques ». Jared Diamond étudie également les sociétés islandaise, japonaise ou tikopienne, pour montrer que celles-ci, malgré d'énormes handicaps environnementaux, sont parvenues à survivre ; il s'efforce d'en tirer des leçons pour nos sociétés modernes.

### Le Monde jusqu'à hier
Dans son livre Le Monde jusqu'à hier, publié en 2012, Diamond demande ce que le monde occidental peut apprendre des sociétés traditionnelles. Il examine 39 petites sociétés d’agriculteurs et de chasseurs-cueilleurs traditionnels sur la manière dont elles traitent les problèmes humains universels. Les problèmes abordés incluent le partage des espaces, la résolution des litiges, l’éducation des enfants, le traitement réservé aux personnes âgées, la gestion des dangers, la formulation des religions, l’apprentissage de plusieurs langues et le maintien en bonne santé. Le livre suggère que certaines pratiques des sociétés traditionnelles pourraient être utilement adoptées dans le monde industriel moderne, soit par des individus, soit par la société dans son ensemble.
Sa définition de la religion repose sur l'évolution des fonctions de la religion dans le temps et selon le type de société (bandes et tribus, chefferies et états émergents, états religieux européens depuis 1600, états séculiers modernes contemporains) : fournir des explications surnaturelles, apaiser l'anxiété par le rituel, apporter un réconfort pour la souffrance et la mort, formaliser une organisation sociale, prêcher l'obéissance politique, déterminer des codes moraux de conduite à l'égard des inconnus, justifier les guerres.

### Bouleversement
Dans Bouleversement : les nations face aux crises et au changement, publié en 2019, Jared Diamond cherche à savoir si les nations peuvent tirer des leçons lors d’une crise de la même manière que les personnes le font. Les pays étudiés sont la Finlande, le Japon, le Chili, l’Indonésie, l’Allemagne, l’Australie et les États-Unis.

## Controverse
En 2008, Jared Diamond publie dans le magazine The New Yorker un article intitulé « Vengeance Is Ours » (« La vengeance est à nous ») décrivant le rôle de la vengeance dans les guerres tribales en Papouasie-Nouvelle-Guinée. Un an plus tard, deux peuples autochtones mentionnés dans l’article intentent une action en justice contre Diamond et le New Yorker, affirmant que l’article est diffamatoire à leur encontre,. En 2013, The Observer déclare que la plainte a été « retirée par consentement mutuel après le décès soudain de leur avocat ».

## Distinctions

### Prix et médailles
- 1975 : Distinguished Achievement Award, American Gastroenterological Association (en).
- 1985 : Fellow program, Fondation MacArthur[21].
- 1989 : médaille Archie Carr[22].
- 1992 : conférencier Tanner Lectures on Human Values (en), université de l'Utah[23].
- 1992 : prix de la Royal Society du livre de sciences (en) pour Le Troisième Chimpanzé (The Third Chimpanzee)[10].
- 1993 : Société zoologique de San Diego (en)
- 1997 : Prix Phi Beta Kappa en science pour son livre De l'inégalité parmi les sociétés (Guns, Germs, and Steel).
- 1997 : California Book Awards (en) Médaille d'or pour son livre De l'inégalité parmi les sociétés[24].
- 1998 : prix Pulitzer pour De l'inégalité parmi les sociétés[25].
- 1998 : prix Aventis pour un livre en science (en) pour De l'inégalité parmi les sociétés[10].
- 1998 : prix international Cosmos.
- 1998 : Elliott Coues Award, American Ornithological Society[26].
- 1999 : Lannan Literary Awards (en)[27].
- 1999 : National Medal of Science[28].
- 2001 : Tyler Prize for Environmental Achievement, Université du Sud de la Californie[29].
- 2002 : prix Lewis Thomas (en)[30].
- 2006 : nomination pour le prix de la Royal Society pour un livre en science (en) pour Effondrement[10].
- 2006 - 2007 : Prix Dickson en science[31].
- 2012 : médaille internationale de Kew Gardens[32].
- 2013 : prix Wolf d'agriculture pour sa contribution sur la compréhension des processus de domestication dans l'évolution des systèmes agricoles et sociaux[33].
- 2016 : Humanist of the year, American Humanist Association[34].

### Hommages
- 1998 : Zaglossus bartoni diamondi, une sous espèce de Zaglossus bartoni a été nommée en l'honneur de Jared Diamond[35].
- 2004 : membre étranger, Académie de Finlande[36].
- 2005 : membre d’honneur, Trinity College[37].
- 2008 : docteur honoris causa, Katholieke Universiteit Leuven[38].

## Publications
- Avifauna of the Eastern Highlands of New Guinea, Nuttall Ornithological Club (no 12), Harvard University, Cambridge, 1972  (ISBN 9781877973222).
- The Rise and Fall of the Third Chimpanzee: How Our Animal Heritage Affects the Way We Live, Hutchinson Radius, Londres, 1991  (ISBN 0-06-098403-1). Réédité sous le titre The Rise and Fall of the Third Chimpanzee: Evolution and Human Life en 2004 puis sous le titre The Third Chimpanzee: The Evolution and Future of the Human Animal en 2006.Paru en français sous le titre Le Troisième Chimpanzé : Essai sur l'évolution et l'avenir de l'animal humain (trad. de l'anglais par Marcel Blanc), Paris, Gallimard, coll. « NRF essais », 2000, 466 p. (ISBN 2-07-075352-2), puis dans la collection « Folio essais » (no 546) en 2011  (ISBN 9782070441334)[39].
- Why is Sex Fun? The Evolution of Human Sexuality, Basic Books, New York, 1997  (ISBN 0-465-03127-7).Paru en français sous le titre Pourquoi l'amour est un plaisir : L'Évolution de la sexualité humaine (trad. Claire Guéron), Paris, Hachette Littératures, 1999, 190 p. (ISBN 2-01-235288-X), puis réédité dans la collection « Folio essais » (no 531) chez Gallimard en 2000  (ISBN 9782070434718)[40].
- Guns, Germs, and Steel: The Fates of Human Societies, W.W. Norton & Co., 1997  (ISBN 0-393-06131-0).Paru en français sous le titre De l'inégalité parmi les sociétés : Essai sur l'homme et l'environnement dans l'histoire, Gallimard, coll. « NRF essais », 2000 (ISBN 978-2-07-075351-2), puis dans la collection « Folio essais » (no 493) en 2007  (ISBN 9782070347506)[41].
- Collapse: How Societies Choose to Fail or Succeed, Penguin Books, New York, 2005  (ISBN 0-14-303655-6).Paru en français sous le titre Effondrement : Comment les sociétés décident de leur disparition ou de leur survie (trad. Agnès Botz et Jean-Luc Fidel), Gallimard, coll. « NRF essais », 2006, 648 p. (ISBN 978-2-07-077672-6), puis réédité dans la collection « Folio essais » (no 513) en 2009  (ISBN 9782070364305)[42].
- Natural Experiments of History (avec James A. Robinson), Belknap Press of Harvard University Press, Cambridge, 2010  (ISBN 978-0674035577).
- The World until Yesterday: What Can We Learn from Traditional Societies?, Viking Press, New York, 2012  (ISBN 9780670024810).Paru en français sous le titre Le Monde jusqu'à hier : Ce que nous apprennent les sociétés traditionnelles (trad. de l'anglais par Jean-François Sené), Paris, Gallimard, coll. « NRF essais », 2013, 568 p. (ISBN 978-2-07-013939-2), puis dans la collection « Folio essais » (no 599) en 2015  (ISBN 9782070462599)[43].
- Upheaval: How Nations Cope with Crisis and Change, Allen Lane, London, 2019  (ISBN 9780241003398).Paru en français sous le titre Bouleversement : les nations face aux crises et au changement (traduit de l'anglais par Hélène Borraz), Paris, Gallimard, coll. « NRF Essais », 2020, 448 p.  (ISBN 2070147223).